# Mauricio de la Serna
Mauricio de la Serna (Ciudad de México, 26 de noviembre de 1902-ibídem, 20 de marzo de 1986) fue un director, guionista y productor de cine mexicano.

## Biografía
De la Serna realizó estudios en Arquitectura, profesión que abandonó en 1938 para incorporase a la industria cinematográfica como productor de la cinta Refugiados en Madrid de Alejandro Galindo, quien fue su amigo y cuñado, cinta en la que de la Serna también participó como argumentista. De la Serna continuaría trabajando como productor durante la década de los años cuarenta, no retomando su actividad como argumentista hasta 1950 con la cinta La edad peligrosa de José Díaz Morales.
Encabezó la compañía productora Films Mundiales y participó en la fundación de los Estudios Churubusco en 1944, junto con Emilio Azcárraga Vidaurreta, Jesús Grovas, Juan Bustillo Oro, Miguel Zacarías y Fernando de Fuentes.
En 1951 escribió su primer guion, Paraíso robado, dirigido por Julio Bracho. En 1953, Luis Buñuel dirigió la película La ilusión viaja en tranvía, basada en un argumento de la Serna y adaptado por Buñuel, José Revueltas, Juan de la Cabada y Luis Alcoriza.
En 1955 se retiró de la producción con las cintas La desconocida y La rival, de Chano Urueta, debido a que ese mismo año debutó como director-guionista con la cinta Caras nuevas. A partir de ese momento se desempeñó con esta doble labor en diversas películas, continuando en la primera mitad de la siguiente década.
Ingresó a la Sociedad General de Escritores de México (SOGEM), el 30 de noviembre de 1967. A lo largo de su carrera, de la Serna fue miembro activo de la sección de directores del Sindicato de Trabajadores de la Producción Cinematográfica (STPC), pero también dirigió algunas películas dentro de la sección 49 del Sindicato de Trabajadores de la Industria Cinematográfica (STIC).
En la década de los setenta, de la Serna se retiró de la industria cinematográfica y comenzó a trabajar para la televisión. En este medio ocupó cargos administrativos en el Canal 13, donde se encargó de la adquisición de programas extranjeros y en el Canal 11, en el que instauró un ciclo dedicado a exhibir películas mexicanas. En 1973 prestó sus servicios para la empresa Televisa como coordinador de Posproducción, Distribución y Exhibición de Televicine, donde permaneció hasta 1978. Además, de manera alterna impartió la cátedra de dirección cinematográfica en la Universidad Iberoamericana y Universidad Anáhuac.
Con la productora Televicine, de la Serna regresó como director en 1979 con la cinta Nora la rebelde. De la Serna declaró respecto a su regreso a la industria del cine que «si no había dirigido antes, fue porque me reventaba la pornografía y el churrismo», haciendo alusión al entonces imperante género del cine de ficheras en la industria cinematográfica de México.

## Filmografía parcial
- Refugiados en Madrid (1938, guionista)
- La edad peligrosa (1950, guionista)
- Paraíso robado (1951, guionista)
- Hijas casaderas (1954, guionista)
- La desconocida (1954, guionista)
- La ilusión viaja en tranvía (1954, guionista)
- La rival (1955, guionista)
- Caras nuevas (1956, director y guionista)
- Primavera en el corazón (1956, guionista)
- El buen ladrón (1957, director y guionista)
- Pablo y Carolina (1957, director y guionista)
- ¡Viva el amor! (1958, director y guionista)
- Los hijos del divorcio (1958, director)[4][5]
- Pepito y los robachicos (1958, director y guionista)
- Cada quién su música (1959, director)
- El derecho a la vida (1959, director)
- Las señoritas Vivanco (1959, director y guionista)
- ¡Qué bonito amor! (1960, director)
- Un chico valiente (1960, director y guionista)
- ¡Mis abuelitas... no más! (1961, director)
- El proceso de las señoritas Vivanco (1961, director)
- La joven mancornadora (1961, director)
- Memorias de mi general (1961, director)
- Rumbo a Brasilia (1961, director y guionista)
- Cuánto vale tu hijo (1962, director y guionista)
- Martín Santos el llanero (1962, director)
- Paraíso escondido (1962, director)
- Pecado de juventud (1962, director)
- Cuando los hijos se pierden (1963, director)
- Furia en el Edén (1964, director y guionista)
- Cómo pescar marido (1967, guionista)
- Nora la rebelde (1979, director)